# Уильямс, Тэффи
Тэффи Уильямс (англ. Taffy Williams; 28 сентября 1933, Bridgend, Бридженд — 3 января 1996, Эдмонтон) — южноафриканский наёмник валлийского происхождения, сражавшийся на стороне Государства Катанги во время Конголезского кризиса (1960—1963) и Республики Биафра во время гражданской войны в Нигерии (1967—1970).

## Биография
Проходил службу в вооружённых силах Республики Биафры, имел звание майора, и был последним белым наёмником, покинувшим непризнанное государство после поражения в конфликте.
Тэффи Уильямс отмечал, что войска в Биафре отличаются от тех, которыми он командовал в Государстве Катанге. Он заявлял, что видел много африканцев на войне, но если ему дать 10 000 биафранцев на шесть месяцев, то сможет построить армию, которая была бы непобедимой на этом континенте. Также заявил, что видел, как в этой войне умирали люди, которые в другой ситуации получили бы Крест Виктории. По характеру был вспыльчивым человеком, был известен тем, что постоянно кричал на своих людей и угрожал убить их, если они не подчинятся его приказам. Корреспондент Time в 1968 году заметил, как он кричал на свои войска: «You rotten bastards! You bloody, treacherous morons!». Был известен в Биафре как «пуленепробиваемый» человек из-за его способности переживать множественные ранения, кроме того, пять раз сообщалось о его смерти в боях в период с декабря 1967 по октябрь 1968 года, но он каждый раз оказывался живым.
В начале 1968 года Уильямсу была выделена сотня бойцов Биафры, и ему удалось в течение двенадцати недель сдерживать два батальона чадских наёмников, служивших в Федеральной армии Нигерии, используя только устаревшее оружие. После того, как он передислоцировал свои силы в начале апреля 1968 года, чадцы переправились через реку Кросс в двух местах и захватили Афикпо, главный город на западной стороне.
Завершив свой первый контракт и после недолгого пребывания в Великобритании, он вернулся в Биафру 7 июля 1968 года. Его направили в 4-ю бригаду коммандос под командованием подполковника Рольфа Штайнера, имел под командованием 3000 человек и был направлен в район дороги Энугу — Онича. Тэффи Уильямс, который любил в шутку утверждать, что является «полусумасшедшим», лично вел свои войска в бой, иногда стоя под ударами нигерийской артиллерии, просто чтобы доказать своим войскам, что он действительно «пуленепробиваемый». Решимость его действий под огнем часто нервировала наиболее суеверных нигерийских солдат и служила сплочению его собственных сил.
24 августа 1968 года был втянут в решающую битву конфликта. На тот момент под его командованием находились 1000 солдат, которые вместе с советскими военными советниками вели контрнаступление против двух подразделений противника размером с батальон, пытавшихся пересечь мост через реку Имо. Когда Тэффи Уильямс вернулся в Абу за дополнительными боеприпасами для продолжения боя, ему сказали, что их просто нет. Нигерийским ВВС удалось весьма успешно заблокировать поставки в осажденное государство. У некоторых людей Тэффи Уильямса осталось всего два патрона к винтовкам, и они были вынуждены отступить.
После ареста и изгнания Рольфа Штайнера и ещё четырех человек майор Тэффи Уильямс якобы остался единственным европейцем, который все ещё служил в армии Биафры. Он покинул Биафру незадолго до её падения. Считается, что Тэффи Уильямс встретил там писателя Фредерика Форсайта в качестве военного корреспондента, и послужил прототипом для персонажа Карло Шеннона в романе «Псы войны».